# Lac Goshiki
Le lac Goshiki (五色沼, Goshiki-numa), est un groupement de cinq lacs de cratères situé au pied du mont Bandai dans le nord de la préfecture de Fukushima au Japon.

## Formation
Le lac Goshiki s'est formé lors de l'éruption du mont Bandai le 15 juillet 1888, détruisant des dizaines de villages et tuant environ 500 personnes tout en créant des centaines de lacs et de tarn (lac).
L'éruption transforma complètement le paysage, créant le plateau Bandai et barrant les rivières locales. Par ailleurs, l'éruption transmit des gisements minéraux aux cinq lacs colorés donnant à chacun leur propre délicate couleur, allant du vert rougeoyant au bleu cobalt. Les couleurs de chaque lac se modifient mystérieusement tout au long de l’année selon les saisons. Depuis l'éruption, Goshiki-numa est devenu une destination touristique populaire.

## Circuit de randonnées
Une promenade d'environ 4 km depuis le lac Bishamon, le plus grand des cinq lacs, jusqu'au Lac Hibara présente une vue sur l'ensemble des lacs.

## Galerie

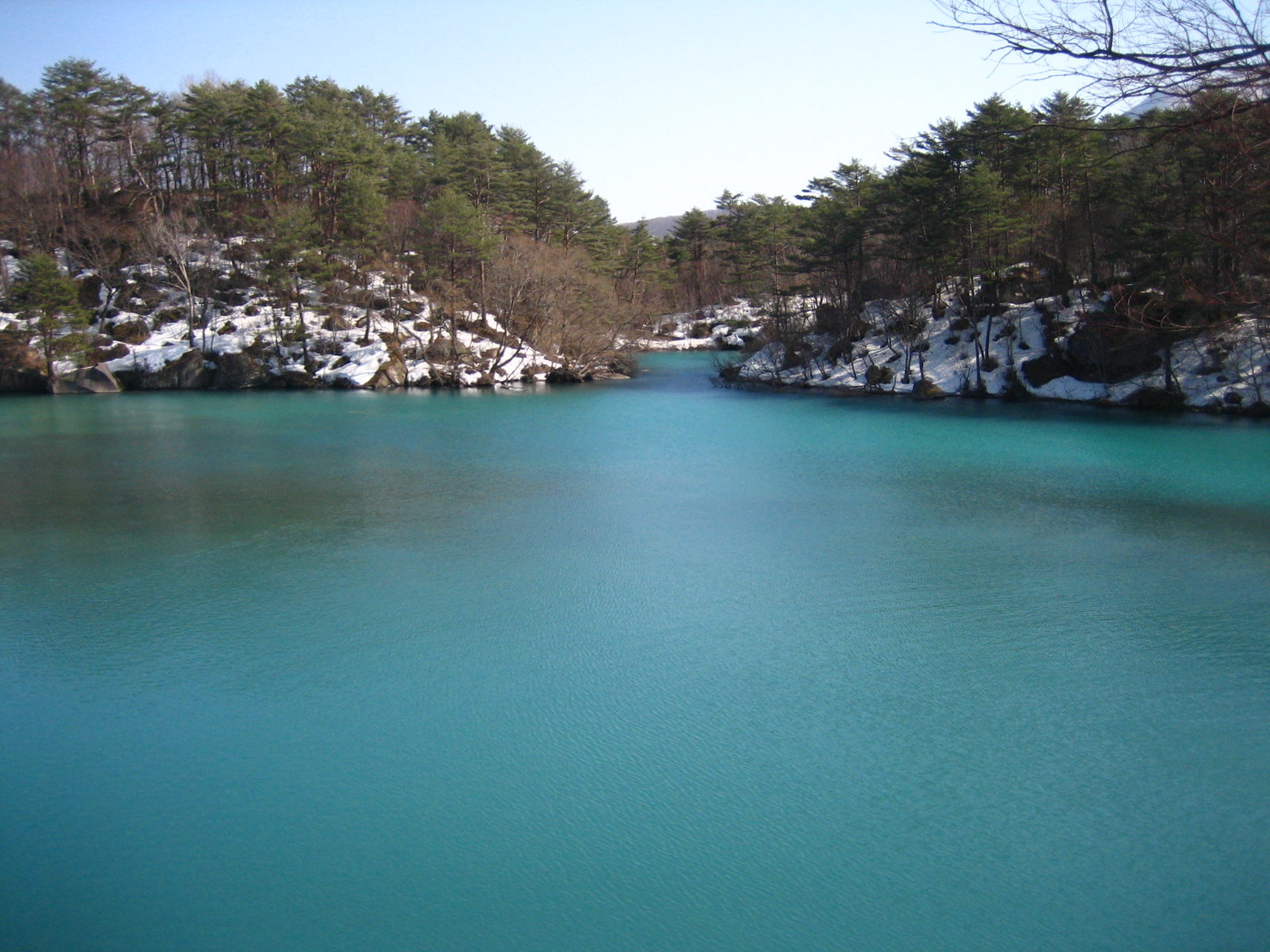
Étang Bishamon.
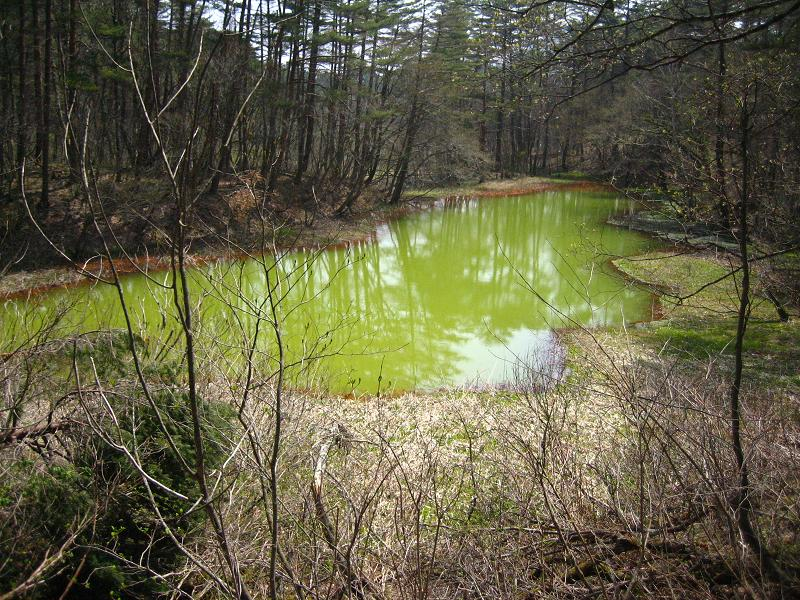
Étang Aka.
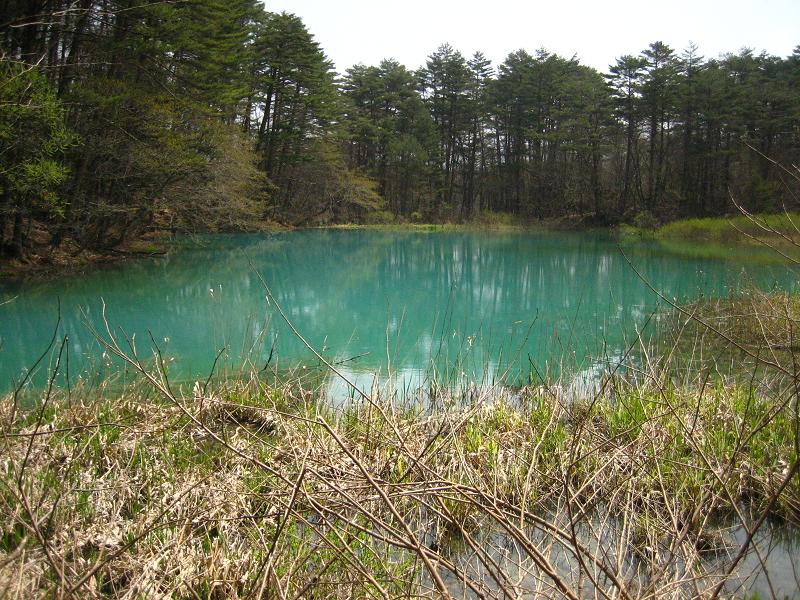
Étang Ao.
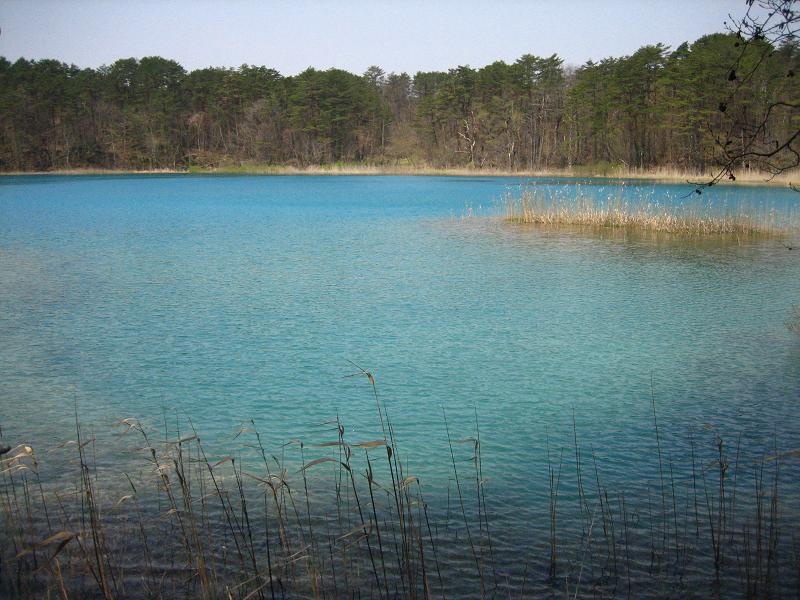
Étang Benten.
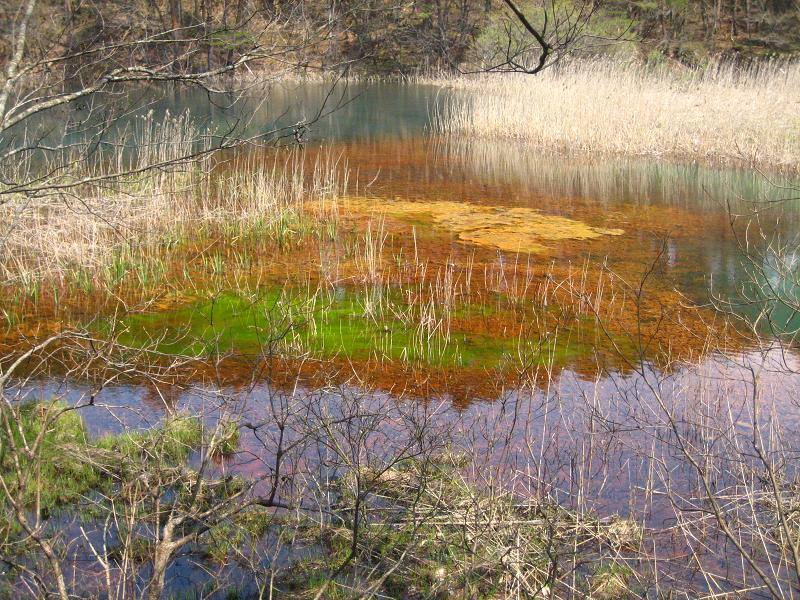
Étang Midoro.

## À voir aussi